# Juan Forés Puig
Juan Forés Puig (f. 1940) fue un militar español.

## Biografía
Militar profesional, pertenecía al arma de caballería. Tras el estallido de la Guerra civil se mantuvo fiel a la República. Durante el transcurso de la contienda ocupó el puesto de jefe de Estado Mayor del XXIII Cuerpo de Ejército, desplegado en el frente de Andalucía, llegando a alcanzar el rango de teniente coronel. Capturado por los franquistas al final de la contienda, sería encarcelado. Fue fusilado en Paterna el 3 de mayo de 1940, a la edad de 51 años.